# SuperBest-kødskandalen
SuperBest-kødskandalen refererer til den fødevareskandale som opstod da otte ud af 12 tilfældigt valgte SuperBest-supermarkeder af DR1-programmet Kontant 29. september 2009 blev afsløret i at have ompakket og -mærket pakker med bl.a hakket kød, således at kødet fremstod som friskhakket. 
Det er ulovligt at sælge hakket kød hvis der er gået mere end 24 timer siden det blev hakket. Udover de otte Superbest-butikker blev to Kvickly-butikker fundet skyldige i at have snydt med datomærkningen.

## Kontants fremgangsmåde
Kontant satte tuschmærker i bunden af pakker med hakket kød og fisk i 20 supermarkeder i kæderne SuperBest, Føtex, SuperBrugsen og Kvickly i København, Hvidovre, Bagsværd, Roskilde, Holbæk og Helsinge om aftenen og kom tilbage næste morgen for at se om pakkerne stadig lå i køledisken, hvilket ville være ulovligt, fordi det så ville have ligget der mere end 24 timer. I 10 af butikkerne lå bakkerne stadig i køledisken næste morgen, men nu med et nyt datomærke. De ansatte i butikken havde simpelthen fjernet den gamle film og det gamle datomærke og sat nyt på, så det så ud som om kødet stadig var friskt.

## Efterspil
SuperBest fyrede umiddelbart efter afsløringen syv slagtermestre.
Programmets afsløringer fik Fødevareregion Øst til at iværksætte uanmeldte kontrolbesøg hos de implicerede supermarkeder. I flere af supermarkederne lykkedes det også kontrollanterne at påvise, at der var blevet snydt med datomærkningen, bl.a. havde en af SuperBest-forretningerne smidt en masse emballage i en container bag butikken uden at smide kødet ud. 
Fødevareminister Eva Kjer Hansen bekendtgjorde 1. oktober 2009, at Fødevarestyrelsen netop er gået i gang med en kontrolkampagne for at komme den ulovlige ompakning af kød til livs. SF's fødevareordfører Kristen Touborg har kaldt ministeren i samråd om sagen.